# Ballon de Paris
De Ballon de Paris is een kabelballon, die dienst doet als toeristische attractie en als hulpmiddel voor bewustmaking van de luchtkwaliteit in Parijs. De installatie is sinds 1999 aanwezig in het Parc André Citroën en is alleen voor publiek geopend bij rustige weersomstandigheden. Ze is eigendom het bedrijf Aerophile. In de eerste twintig jaar van haar bestaan liet ruim een miljoen passagiers zich voor korte tijd naar een hoogte van vijfendertig meter verplaatsen.